# Wjatscheslaw Murawjow
Wjatscheslaw Olegowitsch Murawjow (russisch Вячеслав Олегович Муравьёв, engl. Transkription Vyacheslav Olegovich Muravyev; * 14. Juli 1982 in Karaganda, Kasachische SSR, UdSSR) ist ein ehemaliger kasachischer Leichtathlet, der sich auf den Sprint spezialisiert hat. Er ist der Neffe der sowjetischen Olympiasiegers Wladimir Murawjow.

## Sportliche Laufbahn
Erste Erfahrungen bei internationalen Meisterschaften sammelte Wjatscheslaw Murawjow vermutlich im Jahr 1999, als er bei den Jugendweltmeisterschaften in Bydgoszcz mit 11,49 s und 23,01 s jeweils in der ersten Runde über 100 und 200 Meter ausschied. 2005 erreichte er bei den Asienmeisterschaften in Incheon das Finale im 100-Meter-Lauf, ging dort aber nicht mehr an den Start. Zudem schied er mit der kasachischen 4-mal-100-Meter-Staffel mit 40,48 s im Vorlauf aus. Im Jahr darauf gewann er bei den Hallenasienmeisterschaften in Pattaya in 6,67 s die Bronzemedaille im 60-Meter-Lauf hinter dem Chinesen Gong Wei und Wachara Sondee aus Thailand. Anschließend startete er über diese Distanz bei den Hallenweltmeisterschaften in Moskau und kam dort mit 6,80 s nicht über die erste Runde hinaus. Im Dezember nahm er an den Asienspielen in Doha teil und klassierte sich dort mit 10,63 s auf dem achten Platz über 100 Meter. 2008 gewann er bei den Hallenasienmeisterschaften ebendort in 6,79 s die Bronzemedaille über 60 Meter hinter dem Katari Samuel Francis und Leung Chun Wai aus Hongkong. Im August startete er im 200-Meter-Lauf bei den Olympischen Sommerspielen in Peking und kam dort mit 21,68 s nicht über den Vorlauf hinaus. 
2009 schied er bei den Weltmeisterschaften in Berlin mit 21,48 s in der ersten Runde über 200 Meter aus und belegte anschließend bei den Asienmeisterschaften in Guangzhou in 21,51 s den sechsten Platz. Im Jahr darauf gelangte er bei den Hallenasienmeisterschaften in Teheran mit 6,86 s auf Rang sechs über 60 Meter und gewann in 3:17,06 min gemeinsam mit Dmitri Korabelnikow, Sergei Saikow und Nasar Muchametschan die Bronzemedaille in der 4-mal-400-Meter-Staffel hinter den Teams aus Iran und Indien. Im November schied er bei den Asienspielen in Guangzhou mit 21,47 s in der Vorrunde über 200 Meter aus. Auch bei den Asienmeisterschaften 2011 in Kōbe kam er mit 21,53 s nicht über den Vorlauf hinaus. 2012 nahm er erneut an den Olympischen Sommerspielen in London teil und schied dort mit 21,75 s in der ersten Runde über 200 Meter aus. 2014 bestritt er in Almaty seinen letzten offiziellen Wettkampf und beendete daraufhin seine aktive sportliche Karriere im Alter von 32 Jahren.
In den Jahren 2002, 2004 und 2005 sowie von 2009 bis 2012 wurde Murawjow kasachischer Meister im 200-Meter-Lauf sowie 2005, 2011 und 2013 über 100 Meter. Zudem wurde er 2007, 2010 und 2012 Hallenmeister im 60-Meter-Lauf.

## Persönliche Bestzeiten
- 100 Meter: 10,33 s (+1,9 m/s), 4. Mai 2012 in Almaty
  - 60 Meter (Halle): 6,67 s, 10. Februar 2006 in Pattaya
- 200 Meter: 20,63 s (+1,5 m/s), 5. Mai 2012 in Almaty
  - 200 Meter (Halle): 21,25 s, 26. Januar 2005 in Erfurt